# Pacífico (пиво)
Пасіфіко (Повна назва ісп. Cerveza Pacífico Clara, більш відоме як ісп. Pacífico) — мексиканське пиво типу пільзнер. Cerveza Pacífico отримала свою назву завдяки своєму розташуванню на березі Тихого океану в місті Мазатлан, штат Сіналоа.

## Історія

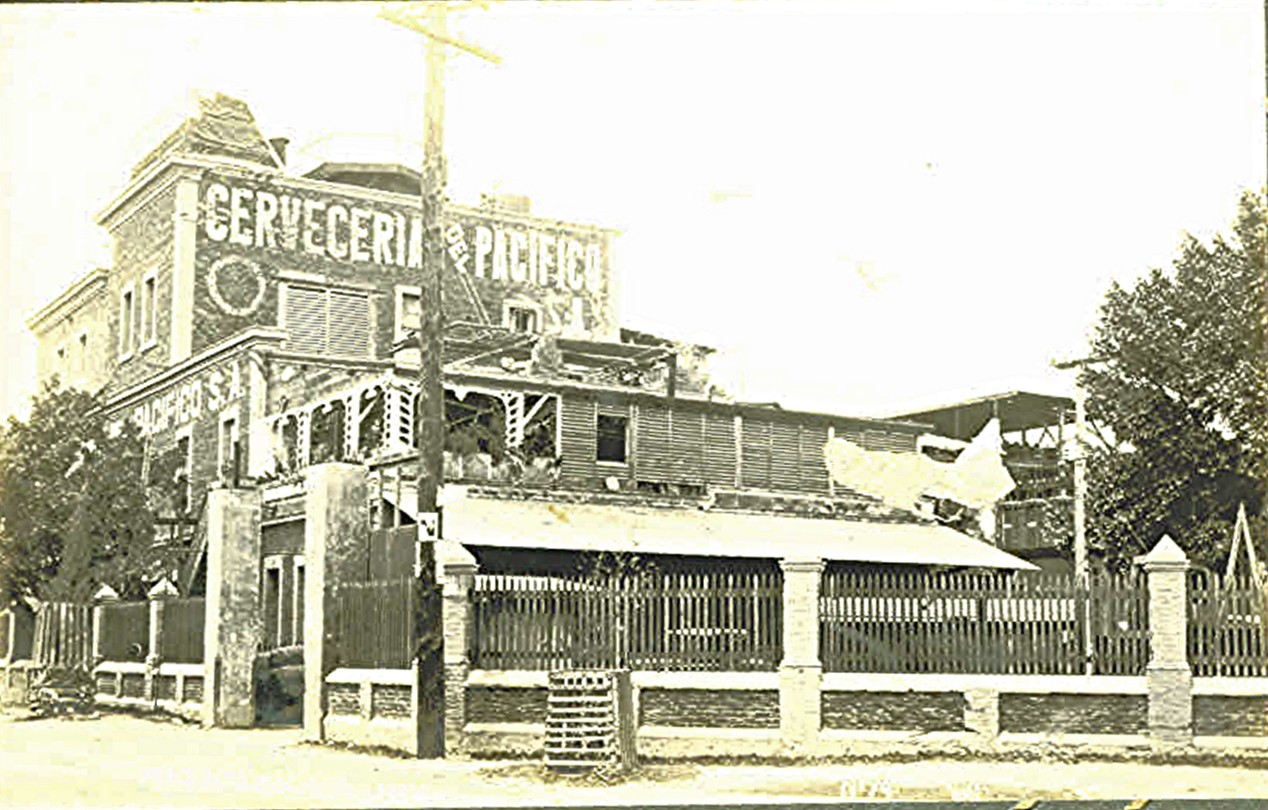
Cerveceria del Pacífico в Мазатлані

Пиво вперше було зварено в 1900 році, коли три німці відкрили пивоварню ісп. Cerveceria del Pacífico в місті Мазатлан.
Броварня ісп. Cerveceria del Pacífico була придбана мексиканською пивною корпорацією Grupo Modelo у 1954 році.